# Gare de Salinas
La  gare de Salinas est une gare ferroviaire des États-Unis située à Salinas en Californie ; elle est desservie par Amtrak. C'est une gare avec personnel.

## Histoire
Elle est mise en service en 1942.

## Service des voyageurs

### Desserte
- Ligne d'Amtrak[1] :
  - Le Coast Starlight: Los Angeles - Seattle